# Kavárna Henke a Clignonova vinárna v Rumburku
Kavárna Henke a Clignonova italská vinárna, domy čp. 3. a čp. 4 na rohu ulic Nerudovy a 9. května, patřily ve 20. století, zejména v období mezi první a druhou světovou válkou, k centrům společenského života v Rumburku. Bývalá cukrárna, kavárna a hotel Café Henke se po přestavbě domu čp. 3, realizované v prvních dekádách 20. století, stala jednou z nejvýraznějších budov ve městě a zároveň ojedinělou ukázkou stavby ve stylu art deco v oblasti severočeského pohraničí. Spolu s bývalou kavárnou Henke je od roku 2008 památkově chráněná také sousední budova čp. 4 někdejší Clignonovy vinárny, která je od poloviny 20. století funkčně propojená s domem čp. 3.

## Historie
Písemná zmínka o domech na někdejší Klostergasse (Klášterní ulici) je z roku 1790, avšak ve starších pramenech je uvedeno, že na místě domu čp. 3 v roce 1713 stávala budova, která patřila varhaníkovi Johannu Christophovi Kriedelovi (1672–1733). Domy čp. 3 a čp. 4 jsou zaneseny také ve stabilním katastru z roku 1843.
Rozhodující pro další osudy domu čp. 3 byl rok 1898, kdy se jeho vlastníkem stal Franz Henke, který pocházel z vesnice Císařský ve Šluknovském výběžku a původně byl vyučen pekařem. Později se stal v Rumburku nejen kavárníkem, ale i konšelem a předsedou místního autoklubu.

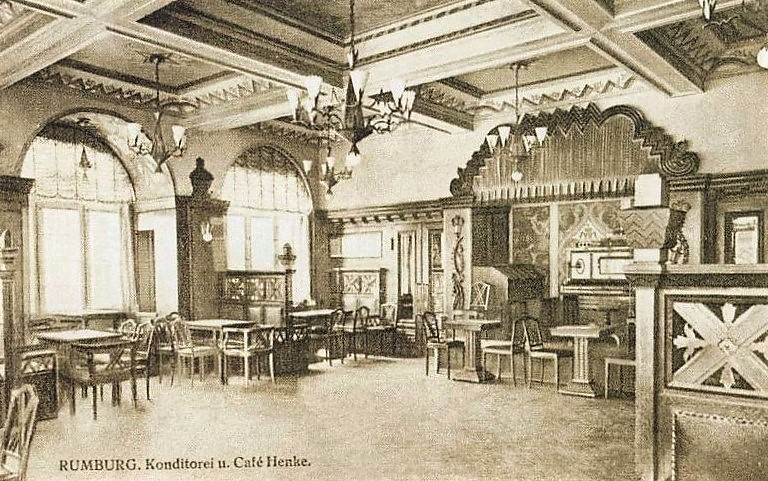
Interiér kavárny Henke na dobové pohlednici z 20. let 20. století

Původní podoba domu čp. 3 se na konci 19. století značně lišila od současnosti. Franz Henke zahájil postupnou přestavbu domu již po roce 1900. Největší úpravy probíhaly v letech 1900–1925 zejména v zadní části domu čp. 3. Přední část domu byla přestavěna v letech 1925–1926 pod vedením architekta Emila Röslera, který navrhl také vybavení interiéru kavárny. Podle architektova návrhu realizovala firma Franz Quaiser syn z Rumburku v kavárně výklenek pro hudbu, který je ústředním bodem celé kavárny, a provedla spolu s truhlářem Hentschelem z Krásné Lípy také ostatní truhlářské práce podle Röslerových návrhů.
Emil Rösler pocházel z nedaleké Vlčí Hory u Krásné Lípy a postupně se vypracoval na pozici respektovaného architekta. Žil v Drážďanech a posléze v saském Plavně ve Vogtlandu. Odhaduje se, že je autorem 150 až 200 návrhů staveb obchodních domů, hotelů, bank, škol, vil, kaváren, restaurací, kin, továren a obytných domů, převážně na Ašsku a v českém a saském pohraničí, ale i v Itálii, Bosně či Rumunsku.
V domě čp. 4 bylo původně pohostinství, na přelomu 19. a 20. století zde byl vinný sklípek. V letech 1900–1912 i tento dům prošel stavebními úpravami. Anton Clignon, který pocházel z vesnice Tarcetta v provincii Udine, přišel do Rumburka v roce 1902 a v domě čp. 4 pak od roku 1910 provozoval italskou vinárnu, které se ve městě přezdívalo Italka.
Po roce 1945 byly oba podniky zestátněny, avšak dále sloužily původnímu účelu. Přízemní místnosti domů a jejich sklepy byly propojeny. Za socialismu kavárnu provozoval národní podnik Restaurace a jídelny (RaJ) pod názvem Krym. Původní artdecové vybavení interiérů v té době zcela zaniklo. V domě čp. 4 byla prodejna polotovarů a cukrárna, později pivnice. Po roce 1989 se kavárna dostala do vlastnictví firmy Wika (Petr Kellner a Milan Winkler). Tehdy také vznikl její nový název Venuše. Již v roce 1992 kavárna opět změnila majitele, kterým se nově stala firma Sever-Šípek. Postupně došlo k vyměně personálu provozovny a byly omezovány služby. Jako poslední provozovna byla v roce 2004 uzavřena prodejna polotovarů v budově bývalé Clignonovy vinárny. Od té doby domy čp. 3 a 4 už jen chátraly.

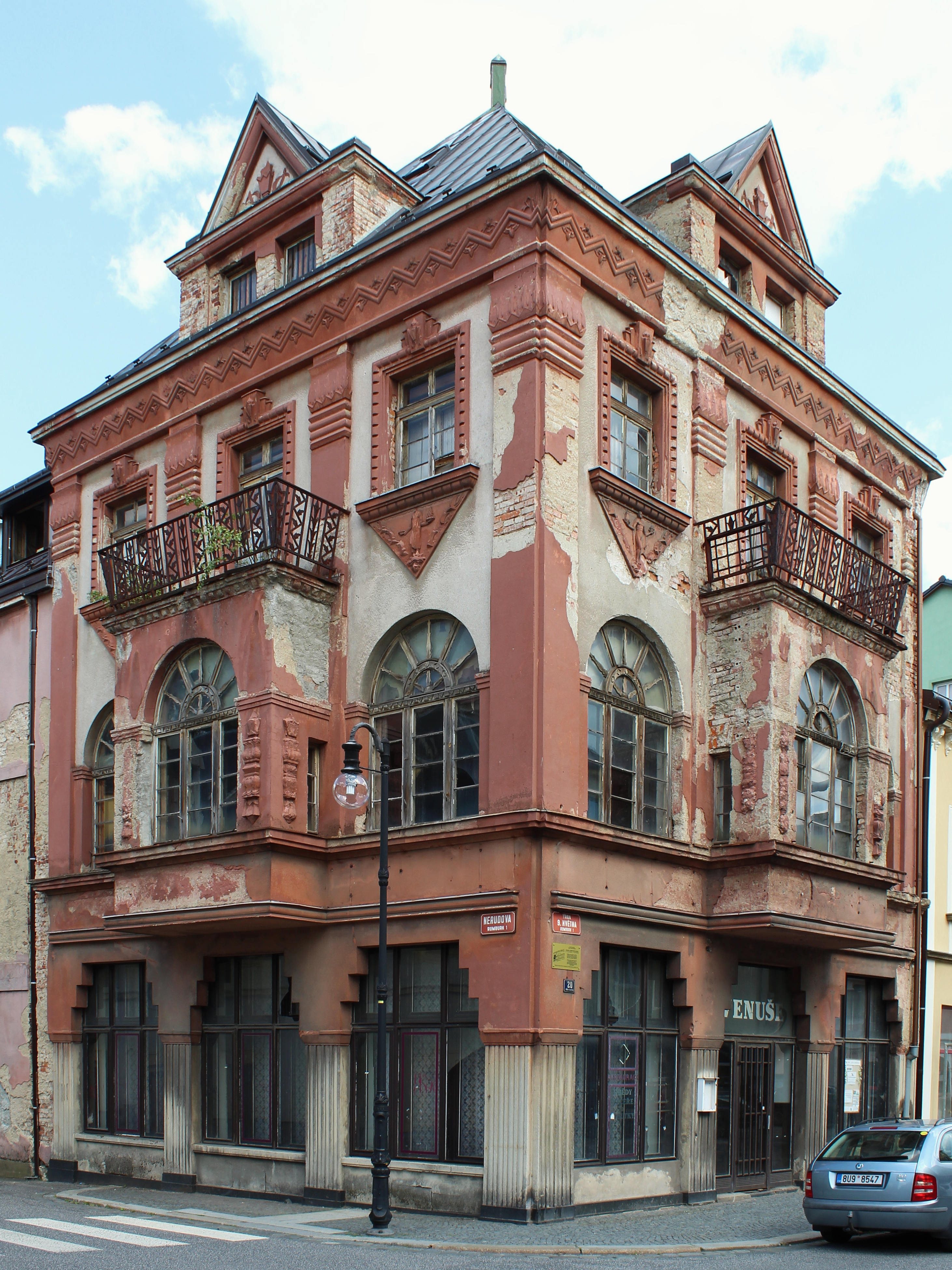
Fasáda budovy čp. 3 v roce 2019

V roce 2008 byly rumburské domy čp. 3 a 4 spolu s nedalekým areálem panského pivovaru prohlášeny kulturními památkami a zároveň byly zařazeny na seznam nejohroženějších nemovitých památek v České republice.
V srpnu 2009 proběhla dražba zchátralých objektů čp. 3 a čp. 4. a v listopadu 2009 domy převzal nový vlastník, který v roce 2010 zahájil jejich rekonstrukci. V roce 2014 byly v prostorách bývalé Clignonovy vinárny rekonstruovány dva byty a byl znovu otevřen obchůdek s potravinami. S finančním přispěním Ústeckého kraje byla v roce 2017 obnovena historická fasáda čp. 4. 
Dalším náročným úkolem byla oprava členité fasády domu čp. 3, na kterou v letech 2020 a 2021 finančně přispělo Ministerstvo kultury ČR. Od roku 2010 noví majitelé uspořádali pro veřejnost několik prohlídek rekonstruovaných domů. Bývalé kavárně Henke věnoval svou pozornost také architekt David Vávra spolu s režisérem Radovanem Lipusem v rámci natáčení cyklu Šumná města.

## Popis
Domy čp. 3 a čp. 4 stojí v historickém jádru severočeského Rumburka na třídě 9. května, která směřuje od kláštera kapucínů s Loretánskou kaplí Panny Marie kolem areálu někdejšího zámku, v němž nyní sídlí Střední odborná škola mediální grafiky a polygrafie, k centrálnímu Lužickému náměstí. Domy čp. 3 a čp. 4 jsou k únoru 2023 zapsány v katastru nemovitostí jako rodinné domy v soukromém vlastnictví téhož majitele.

### Dům čp. 3
Dům čp. 3 je impozantní stavba na půdorysu ve tvaru písmene „L“ na nároží třídy 9. května a Nerudovy ulice. Skládá se ze dvou částí s rozdílnou výškou podlaží i střešního hřebene. Přímo na nároží se nachází vyšší, dvoupatrová budova, postavená na čtvercovém půdorysu a krytá stanovou střechou. Obě strany fasády, obrácené do ulic 9. května a Nerudovy, jsou řešeny shodně. V prvním poschodí jsou na každé straně tři velká okna, prostřední z nich jsou součástí arkýřů, v horní části zakončených balkóny. Na fasádách je štuková výzdoba ve stylu art deco. Budova oplývala množstvím dekorativních prvků s odkazy na kavárenský provoz a s motivy, ovlivněnými uměním starověkého Egypta, a to jak na fasádě, tak i v interiérech, vnitřní výzdoba se však nedochovala.
Ve druhém patře je ve střední ose umístěno francouzské okno, jímž lze vyjít na balkón na střeše arkýře. Výplně oken ve druhém poschodí ve všech třech osách jsou řešeny stejně. Pod krajními okny jsou na jihozápadní fasádě trojúhelníková pole s vyobrazením spoře oděných postav ženy a muže, nesoucích tácy s homolí cukru a občerstvení. V trojúhelnících na severozápadní fasádě jsou obě postavy mužské, z nichž jedna má výrazné orientální rysy.
Střední okenní osu zvýrazňuje po obou stranách pilastr s geometrickou plastickou výzdobou. Balkóny jsou opatřeny mřížovým zábradlím s ozdobnými geometrickými motivy. Pod hlavní římsou jsou na obou stranách reliéfní pásy s motivem klikaté čáry a stylizovaných květů. V obou trojúhelníkových štítech nad podkrovními okny jsou reliéfní vázy. Na vrcholu střechy je malá věžička ve tvaru pagody, což byl původně poutač s názvem podniku.
Na severozápadní straně je na nárožní budovu napojena o něco nižší dvoupatrová stavba, obrácená průčelím do Nerudovy ulice. V patře je průčelí této budovy sedmiosé, v přízemí pětiosé. Její fasáda je na rozdíl od hlavní budovy kavárny poměrně jednoduchá. Nejvzdálenější levá strana tohoto objektu je pouze jednopatrová, protože se nad prvním poschodím původně nacházela terasa. V prostřední části této budovy je vyvýšený arkýř. Střecha budovy je zčásti mansardová, zčásti sedlová, krytá plechem.

### Dům čp. 4
Dům čp. 4 je řadový zděný patrový dům, postavený na obdélném půdorysu, s rizalitem na fasádě, obrácené do dvora. Střecha domu je sedlová. Fasáda, obrácená do ulice, má sedm okenních os. Vstupní dveře do obytné části domu jsou lemovány bohatou štukovou výzdobou s vyobrazením úponků vinné révy a hroznů. Rovněž prostřední okno v 1. poschodí je lemováno po obou stranách štukovými pásy, ohraničenými římsami. Tyto pásy tvoří čtyři pole s motivy jsou listů a plodů vinné révy. Mezi nejcennější prvky domu patří neorenesanční fasáda s prvky art deco a bohatou štukovou výzdobou.